# Les Demoiselles de Concarneau
Les Demoiselles de Concarneau est un roman de Georges Simenon paru en 1936.

## Résumé
Dans la ville de Concarneau, au volant de sa nouvelle voiture, Jules Guérec, riche patron-pêcheur, renverse et blesse à mort le petit Joseph Papin. Après s'être enfui du lieu de l'accident, rongé de remords, il va se prendre d'intérêt pour la famille de sa victime, les Papin : il engage, à bord d'un de ses bateaux, Philippe, l'oncle un peu simple d'esprit, et témoigne de nombreuses attentions à Edgard, frère jumeau de la petite victime, et surtout de Marie, la fille-mère qu'il s'imagine peu à peu aimer. 
Jules Guérec vit avec ses deux sœurs, Céline et Françoise, qui gèrent tout et contrôlent sa vie. 
Dans son désir d'un foyer qui lui appartiendrait, Jules Guérec rêve d'épouser Marie Papin, malgré l'indifférence de la jeune femme et l'opposition inébranlable des deux demoiselles Guérec. Céline, la sœur cadette, devine que le mystérieux meurtrier de Joseph Papin n'est autre que son propre frère. Elle se rend chez Marie pour tout lui dévoiler et obtenir son silence. En lui offrant une forte somme d'argent pour la dédommager, elle parvient à étouffer le scandale. Jules Guérec ne peut plus supporter l'oppressante autorité de ses sœurs et surtout la destruction de ce qu'il croit être son amour. Il s'enfuit après une violente dispute au cours de laquelle il met à sac leur boutique. Néanmoins, il retombera bientôt à nouveau sous leur coupe, car, depuis quarante ans qu'elles le couvent jalousement, Jules n'est resté devant elles qu'un être apathique et timoré. Une fois encore, il se soumettra. 
Après la mort de Françoise, l’aînée, Céline et Jules poursuivent leur petite vie réglée, loin de leur ville natale et du scandale mal étouffé. Un jour, ils apprendront par hasard le mariage de Marie Papin.

## Fiche signalétique de l'ouvrage

### Cadre spatio-temporel

#### Espace
Concarneau, Rennes, Plouay (près de Quimperlé), Rouen, Versailles.

#### Temps
Époque contemporaine (référence à la guerre de 1914-1918). 

### Les personnages

#### Personnage principal
Jules Guérec. Patron-pêcheur. Célibataire. 40 ans.

#### Autres personnages
- Françoise, la cinquantaine, et Céline, 42 ans, sœurs de Jules Guérec, commerçantes
- Marie Papin, 22 ans, célibataire, mère d'Edgard et du petit Joseph
- Philippe, frère de Marie Papin, homme à tout faire
- Marthe et Emile Gloaguen, sœur et beau-frère de Jules Guérec

## Éditions
- Préoriginale dans le bimensuel La Revue de France, du 15 décembre 1935 au 1er février 1936 sous le titre Les trois demoiselles de Concarneau.
- Édition originale : Gallimard, 1936
- Folio Policier n° 46, 1999  (ISBN 978-2-07-040766-8)
- Tout Simenon, tome 19, Omnibus, 2003  (ISBN 978-2-258-06104-0)
- Romans durs, tome 2, Omnibus, 2012  (ISBN 978-2-258-09356-0)
- Romans durs, tome 2, Omnibus, 2023  (ISBN 978-2-258-20259-7)

## Adaptation
- 1987 : Les Demoiselles de Concarneau, épisode 4 de la série télévisée française L'Heure Simenon réalisé par Édouard Niermans, avec Béatrice Agenin, Christiane Cohendy et Jean-Pol Dubois

## Source
- Maurice Piron, Michel Lemoine, L'Univers de Simenon, guide des romans et nouvelles (1931-1972) de Georges Simenon, Presses de la Cité, 1983, p. 48-49  (ISBN 978-2-258-01152-6)